# 多目的貨物船
多目的貨物船とは、貨物船の一種である。

## 概要
多目的貨物船は、貨物船の原型と言える貨物船である。かつては、貨物船のほとんどが多目的貨物船だったが、現在は、目的に応じた専用貨物船が増えた。

## 工夫

### ばら積み貨物船との区別
ばら積み貨物船の場合船倉の上部が下部より狭くなっているのに対し、多目的貨物船は、船倉が上部も下部も同じ幅になっているため、バラスト水を入れるバラストが船の底にある。

### 積み下ろし
積み下ろしは、デッキにあるデッキクレーンで行う。